# Nicolas Dupont (Orgelbauer)
Nicolas Dupont (* 3. Oktober 1714 in Domnom-lès-Dieuze; † 3. März 1781 in Nancy) war ein lothringischer Orgelbauer.

## Leben
Nachdem Nicolas Dupont den Orgelbau erlernte, setzte er seine Ausbildung bei François Thierry in Paris fort. Thierry war der letzte Vertreter in dritter Generation einer bekannten Orgelbauerdynastie. Bei seiner Rückkehr siedelte Dupont sich im Dorf Malzéville bei Nancy an. Angesichts des hohen Ansehens, welches er aufgrund seiner Pariser Ausbildung genoss, konnte er sich seine Kunden aussuchen. Dies erlaubte ihm monumentale Instrumente wie kein anderer in Lothringen zu erschaffen.
Sein Bruder Joseph Dupont (1721–1792) arbeitete mit ihm bis 1765 zusammen und etablierte sich dann in Metz. 1746 trafen die beiden Brüder Johann Andreas Silbermann in Phalsbourg.
Nicolas Dupont starb am 3. März 1781 in Nancy. Seine Nachfolge wurde durch den besten seiner vielen Schüler, Jean-François Vautrin, gesichert.

## Werk
In Frankreich entstanden ab der Mitte des 18. Jahrhunderts Gehäusekonzeptionen für Orgeln ohne sichtbare Prospektpfeifen. Dabei sollte die Architektur unabhängiger vom Instrument werden, indem architektonische Säulenaufbauten das Kranzgesims unterstützten. Wegweisend war hier die Orgel von St-Sulpice (Paris). Die Dupont-Orgel in der Kirche Saint-Jacques de Lunéville wurde prospektpfeifenlos nach einem Entwurf des Architekten Emmanuel Héré ausgeführt. Duponts Orgel in Saint-Étienne de Toul wurde am 6. Juni 1755 von Karl Joseph Riepp begutachtet und dabei möglicherweise mit Dupont über diese neuartige Konzeption diskutiert.
Duponts wichtigste Werke wurden alle unter den Denkmalschutz der Monument historiques gestellt, sofern noch vorhanden. Leider gibt es oft kaum mehr als den Orgelprospekt.

## Werkliste (Auswahl)
| Jahr      | Ort                   | Kirche                                               | Bild | Manuale | Register | Anmerkungen |
| --------- | --------------------- | ---------------------------------------------------- | ---- | ------- | -------- | --- |
| 1751      | Lunéville             | Saint-Jacques                                        |      | IV/P    |          | 1850 tiefgreifender Umbau durch Jean-Nicolas Jeanpierre, später weitere Umbauten, 2003 Rekonstruktion unter Einbeziehung späterer Register durch Bertrand Cattiaux |
| 1751–1755 | Toul                  | Kathedrale von Toul                                  |      | IV/P    |          | bei einem Brand im Jahre 1940 abgegangen |
| 1762      | Châlons-en-Champagne  | Saint-Alpin                                          |      | II/P    | 29       | zwölf Register original, der Rest hauptsächlich Jacquet |
| 1763      | Nancy                 | Kathedrale von Nancy                                 |      | III/P   | 44       | 1861 von Aristide Cavaillé-Coll umgebaut → Große Orgel der Kathedrale von Nancy                                                                                    |
| 1766      | Verdun                | Kathedrale von Verdun, Große Orgel                   |      | III/P   |          | 1898 umgebaut und erweitert durch Jacquot-Lavergne |
| 1771      | Bar-le-Duc            | Saint-Étienne                                        |      |         |          | [ 6 ] |
| 1773–1778 | Neuwiller-lès-Saverne | Abteikirche Saint-Pierre-et-Saint-Paul, Große Kirche |      | IV/P    | 33       | mehrfach umgebaut; heute III/P/37 |
| 1773–1780 | Château-Salins        | St-Jean-Baptiste                                     |      |         |          | [ 8 ] |
| 1781      | Champ-le-Duc          | Notre-Dame                                           |      |         |          | 1871 Umbau durch Jaquot-Jeanpierre |